# Accordeonmuseum De Muse
Het Accordeonmuseum De Muse is een museum in Malden in Gelderland. Het heeft een collectie accordeons en harmonica's. Het is in 1998 ontstaan uit een particuliere verzameling.

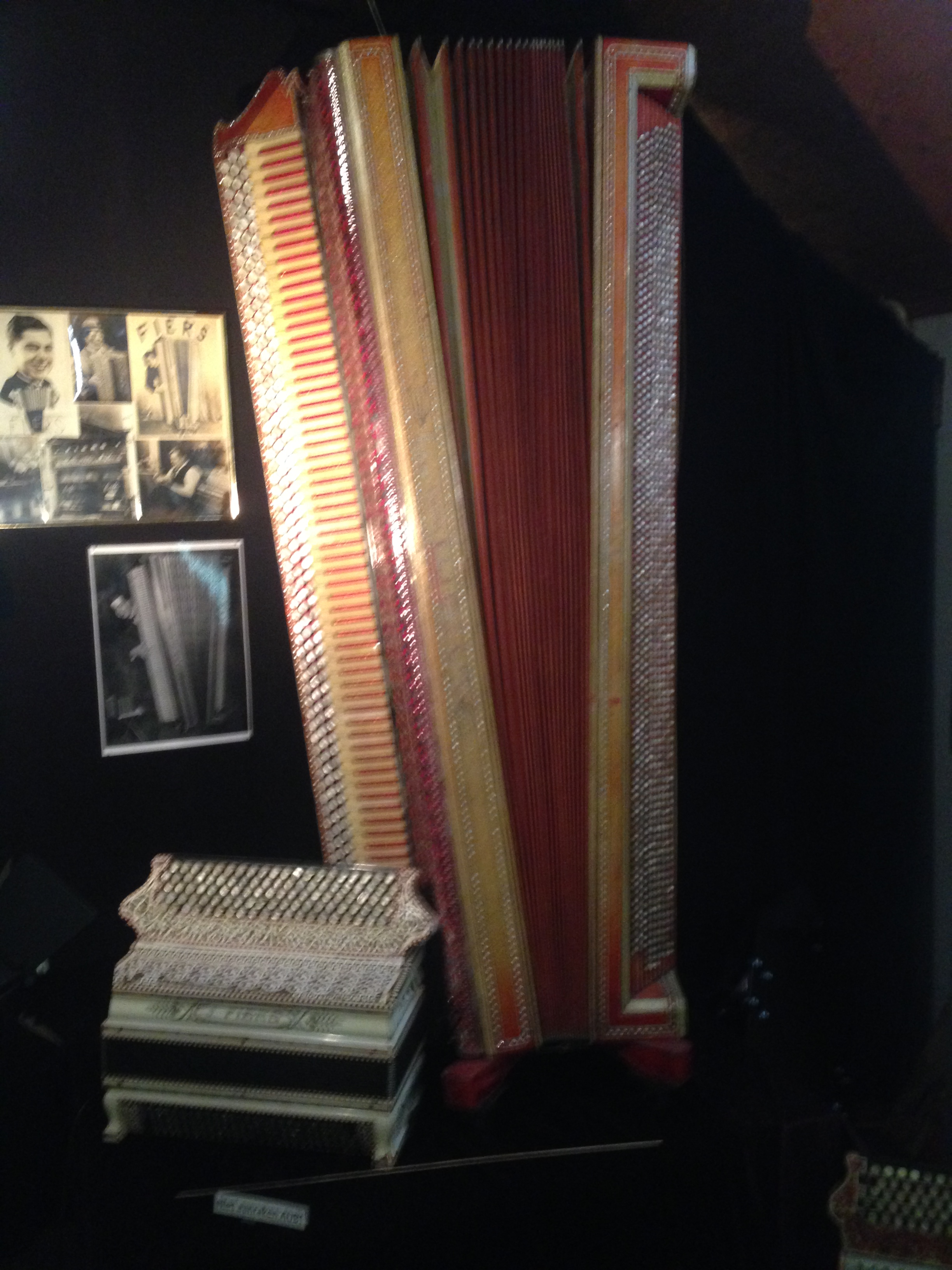
Grote Fiers

De collectie omvat accordeons, bandoneons, harmonica’s, mondharmonica’s, concertina’s en enkele draaiorgeltjes. Afzonderlijke delen van de collectie zijn gewijd aan bouwers uit Nederland, België, Frankrijk, Italië, Argentinië en Rusland. Instrumenten van Nederlandse bouwers zijn onder meer afkomstig van Bernard Vos, Cees Eekels en Frans van der Aa. Ook staat er een Grote Fiers. Deze is de grootste accordeon ter wereld en heeft een hoogte van 1,90 meter. Het werd in 1928 gebouwd bij Scandalli in Italië.
Sommige mondharmonica's in het museum werden bespeeld door bekende en beroemde mensen, zoals Ronald Reagan, Jean 'Toots' Thielemans en het Hotcha Trio. Ook is er de kleine, groene concertina waarop Tom Manders speelde in zijn creatie van Dorus.
De bezoeker wordt met behulp van een audiosysteem door het museum geleid. Bij elk deel van de collectie wordt uitleg gegeven over de geschiedenis en het gebruik van de instrumenten. Bezoekers kunnen desgewenst een nog gedetailleerdere uitleg krijgen wanneer zij daarvoor een toets indrukken.
Het museum bevindt zich in een pand, waarin verder nog een bruin café en accordeonwinkel zijn gevestigd.

## Galerij
| Blik in het museum |
| Blik in het museum |

| Blik in het museum |
| Blik in het museum |